# ガスケット

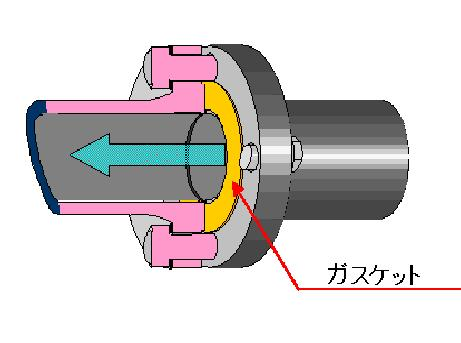
配管用フランジ（継手）に施工したガスケットの模式図

ガスケット（英: gasket）とは、構造に気密性、液密性を持たせるために用いる固定用シール材である。ガラスのはめこみ部分や部材の接合部などにおいて、気密性や水密性を確保し、支持を助けるために使われる一種のパッキング材。合成ゴム製やプラスチック製で、定形シーリング材ともいう。固定用シール材に対し、運動用シール材をパッキンと呼ぶ。

## 概要
ガスケットは、配管の継ぎ手や圧力容器のマンホールやバルブボンネットへ挟み込んで圧縮し、その隙間を塞ぐと同時に、流体の漏れまたは外部からの異物の進入を防止するものである。耐熱、耐圧力、耐薬品性、施工性、加工性、価格などの見地で様々な種類のものが使用される。ガスケットは石油精製・石油化学・電力・製紙などの各種プラント、ビル設備、造船等の産業分野で、内部圧力や温度が低い流体には軟質ガスケット、圧力・温度が高い流体にはセミメタル・メタルガスケットが使用されることが多い。 
従来、ガスケットと呼ばれるものは、石綿（アスベスト）を含有したジョイントシートを指すことが多かったが、現在では石綿の使用が原則禁止されており、非石綿のガスケットが使用されている。

## 種類

### 軟質ガスケット

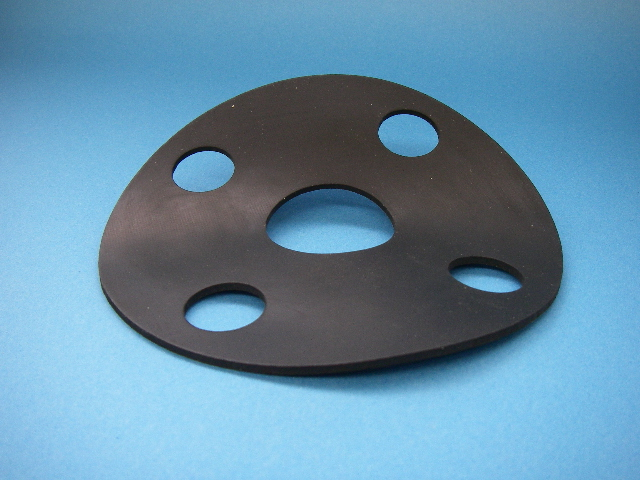
ゴムシート(全面座用)

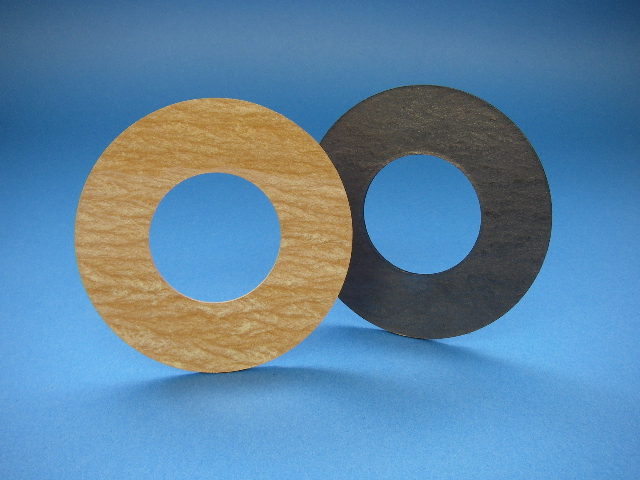
ジョイントシート

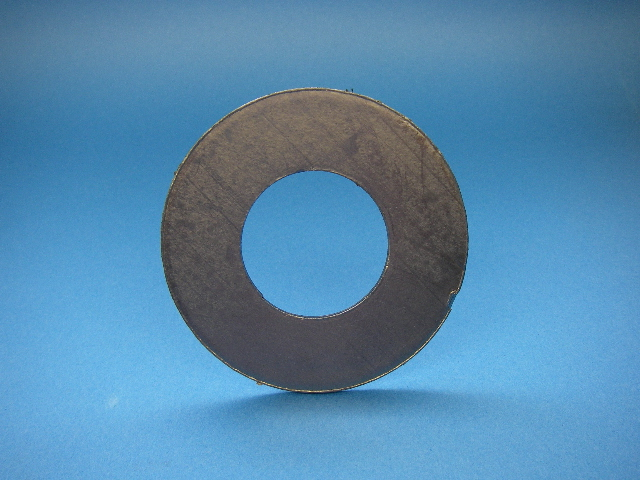
膨張黒鉛シート

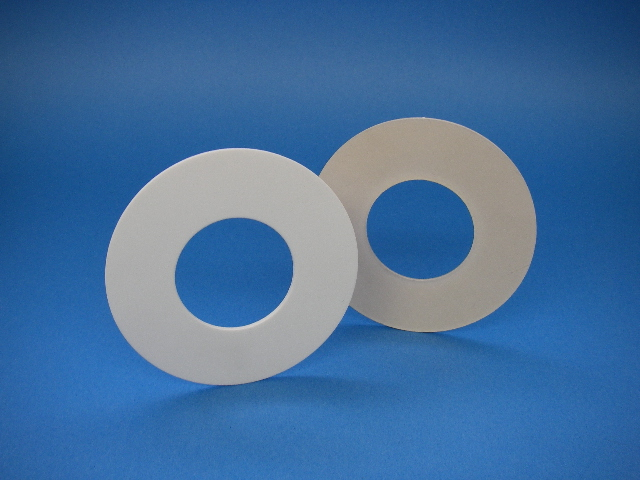
PTFEシート

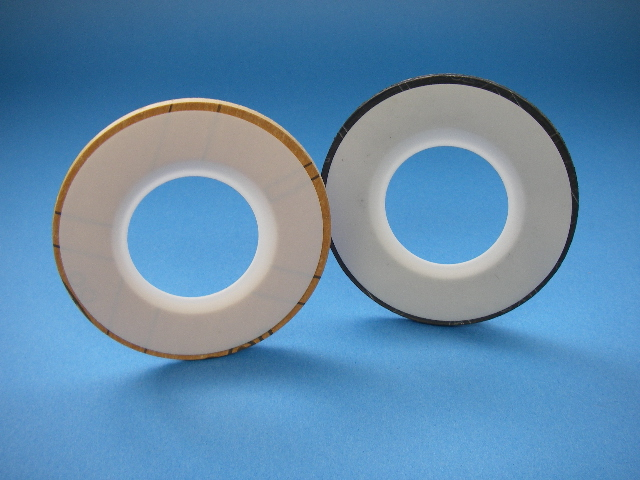
PTFEジャケット形

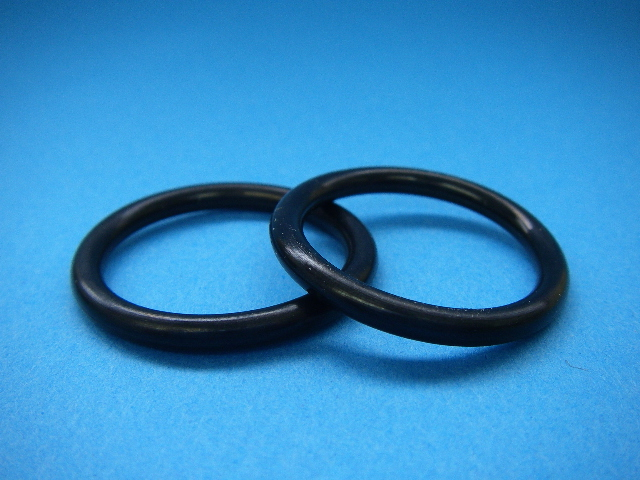
ゴムOリング

断面丸型のゴムリング成型品で、“Oリング”と呼ばれる。溝にはめ込んで、最高25MPaまでの圧力をシールすることができる。小さな締付荷重で高いシール性が得られるメリットがあるが、継手面にゴムOリングに合わせた溝加工を施さなければならない。
ただし、Oリングは運動する箇所のシール材に使用されることも多く、その場合の呼び名は「ガスケット」ではなく、「パッキン」となる。
ゴムシート

厚さ1.0mm 〜 3.0mmのゴムシートを打ち抜いたガスケット。天然ゴム・ニトリルゴム・クロロプレンゴム・エチレンプロピレンゴム・ブチルゴム・シリコーンゴム・フッ素ゴム・パーフロロゴム等のゴム材質を、耐候性、耐薬品性、耐熱、機械的性質、ガス透過性等に応じて選定する。ゴム特有の弾性、緻密性から、低締付面圧でも相手面に密着し、高いシール性が得られる特長があるが、圧縮破壊面圧が低いため、構造上接触面積が小さく高い締付面圧が負荷される平面座のフランジには不向きで、専ら接触面積が広い全面座のフランジに使用される。
| 材質                   | 使用温度範囲 | 耐圧     |
| ---------------------- | ------------ | -------- |
| 天然ゴム               | -20 〜 100℃  | 1MPaまで |
| ニトリルゴム           | -30 〜 120℃  | 1MPaまで |
| クロロプレンゴム       | -30 〜 120℃  | 1MPaまで |
| エチレンプロピレンゴム | -40 〜 150℃  | 1MPaまで |
| ブチルゴム             | -30 〜 150℃  | 1MPaまで |
| シリコンゴム           | -60 〜 230℃  | 1MPaまで |
| ふっ素ゴム             | -15 〜 150℃  | 1MPaまで |
| パーフロロゴム         | 0 〜 200℃    | 1MPaまで |
ジョイントシート

ゴム、ポリアミド繊維、ガラス繊維、膨張黒鉛などを均一に混合させた後加熱ロールで加圧圧延した厚さ0.4mm 〜 3.0mmのシートを打抜いたガスケット。過去には石綿（アスベスト）を主材とする石綿ジョイントシートが広く使用された。石綿の使用禁止後はシール性能や耐熱温度の低下が見られるが価格が安く加工や入手が容易なため、代表的なガスケットとして依然使用されている。厚さ1.5mm、3.0mmのものが代表的厚さとして使用されることが多い。
| 材質         | 使用温度範囲 | 耐圧     |
| ------------ | ------------ | -------- |
| 汎用グレード | -100 〜 100℃ | 3MPaまで |
| 高温グレード | -200 〜 260℃ | 4MPaまで |
膨張黒鉛シート

膨張黒鉛を基材とするシートガスケット。補強材として、中芯にステンレス鋼板を挟んだものが広く使用される。最高400℃ まで使用でき、耐熱性、耐薬品性に優れているシートガスケットであるが、表面の膨張黒鉛が軟らかく、中芯が硬いことから、加工が難しく傷つき易いので、取り扱いは慎重に行わなければならない。
| 材質               | 使用温度範囲 | 耐圧     |
| ------------------ | ------------ | -------- |
| ステンレス鋼板なし | -240 〜 400℃ | 3MPaまで |
| ステンレス鋼板入り | -240 〜 400℃ | 5MPaまで |
PTFEシート

PTFE（テフロン）のシートガスケット。PTFEのクリープ特性を改善させるため、充填剤をブレンドしたタイプが広く使用される。耐薬品性、クリーン性に優れたガスケットでありシール性も高い。高温で軟化するPTFEの特性から、高温での長期使用においては信頼性に欠ける。さらに温度変動、圧力変動等によりガスケット面への応力変動が繰り返し発生する場合はクリープを発生させやすい。
| 材質                     | 使用温度範囲 | 耐圧     |
| ------------------------ | ------------ | -------- |
| 純PTFE                   | -100 〜 100℃ | 1MPaまで |
| ガラスファイバー充填PTFE | -100 〜 150℃ | 2MPaまで |
| 無機充填材入りPTFE       | -100 〜 200℃ | 3MPaまで |
PTFEジャケット形

ジョイントシートなどの中芯材をPTFEの薄皮で被覆したもの。中芯材の柔軟性と、PTFE薄皮の耐薬品性、クリーン性を兼ねそなえたガスケット

### セミメタルガスケット

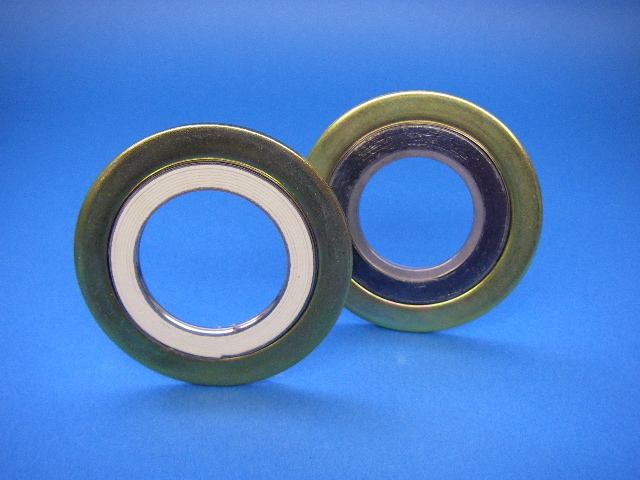
渦巻き型ガスケット

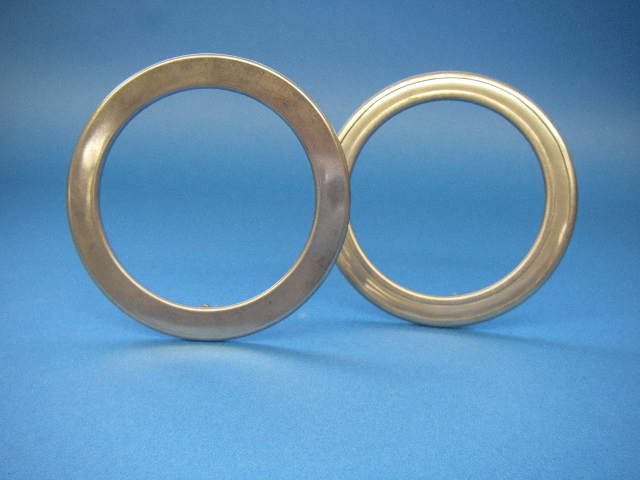
メタルジャケットガスケット

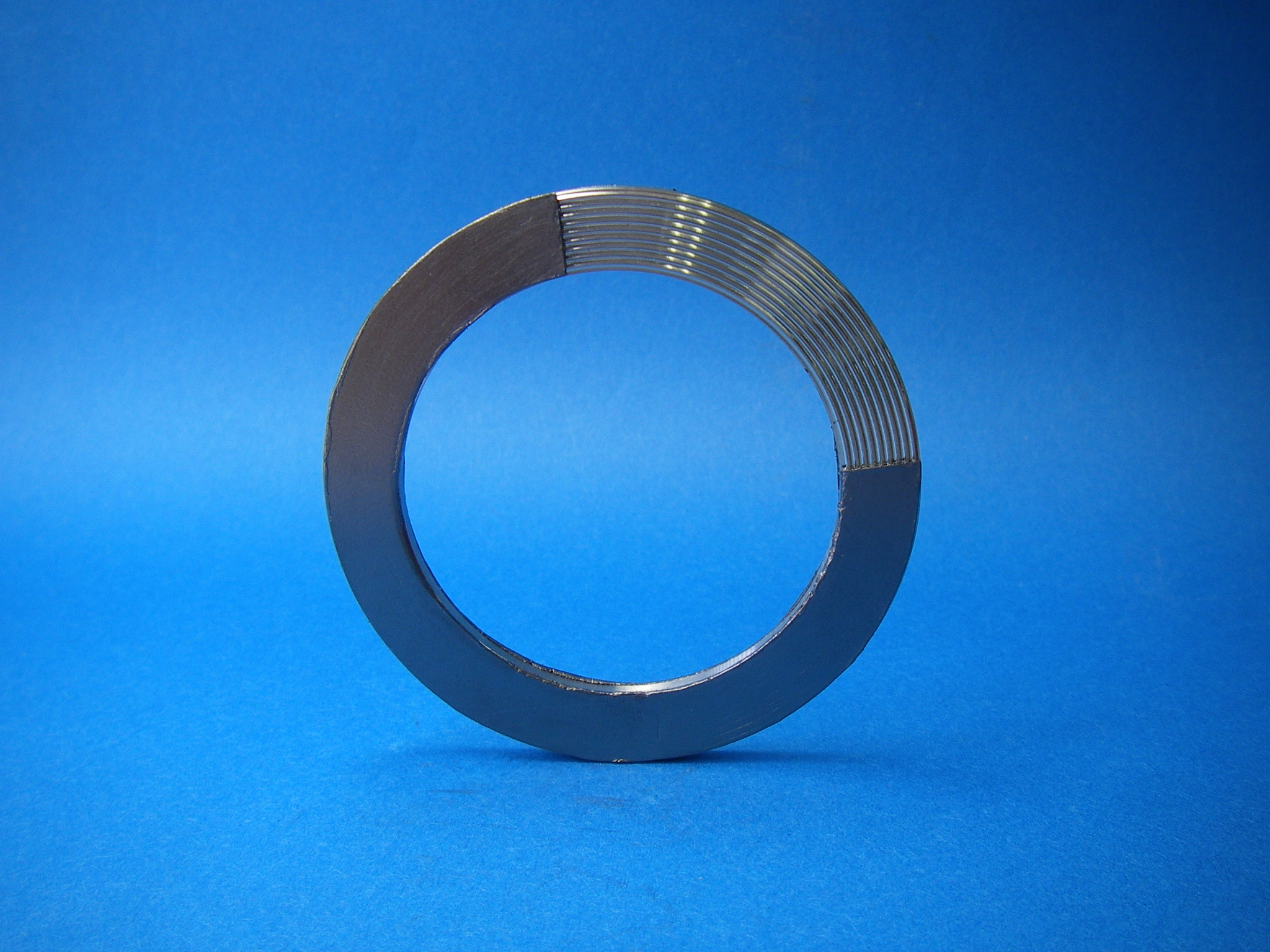
カンプロファイルガスケット

うず巻形ガスケット(Spiral-wound gaskets)

V字形をした金属薄板と軟質のフィラー材を交互に重ねうず巻状に巻きつけたガスケット。石油学会規格ではこのガスケットを推奨している。軟質ガスケットに比べ高温・高圧のシールが可能だが、高い締付面圧が必要になる。また、その構造から目の粗いセレーション加工等、接触面に凹凸があるフランジ等での使用が困難である。フィラー材は主にノンアスベストフィラー、膨張黒鉛フィラー、PTFEフィラー、高温用複合フィラーの4種類があり、流体、温度、圧力に合わせて選定を行う。通常450℃までの流体には、膨張黒鉛フィラーが主に使用される。
| フィラー材質           | 使用温度範囲 | 耐圧        |
| ---------------------- | ------------ | ----------- |
| ノンアスベストフィラー | 〜 350℃      | 25.9MPaまで |
| 膨張黒鉛フィラー       | -240 〜 450℃ | 43.1MPaまで |
| PTFEフィラー           | 〜 300℃      | 10.3MPaまで |
| 高温複合フィラー       | 〜 800℃      | 25.9MPaまで |
メタルジャケットガスケット

無機質の中芯クッション材を金属薄板で被覆したガスケット。被覆金属には銅やステンレスの薄板が用いられることが多い。表面が金属であるため浸透漏れがなく耐熱性が高い。軟質ガスケットに比べて高い締付面圧を要する。被覆金属に銅を用いた物は馴染み性が高く、フランジの接触面の状態に影響されにくい。ディーゼルエンジン、熱交換器、熱風配管などに使用されている。
| 材質                       | 使用温度範囲                     | 耐圧       |
| -------------------------- | -------------------------------- | ---------- |
| 汎用グレード               | 〜 530℃                          | 6.0MPaまで |
| 高温グレード               | 1300℃ (金属材質の耐熱温度による) | 6.0MPaまで |
| 銅＋無機材料               | 〜 600℃                          | 40MPaまで  |
| Niスーパーアロイ＋無機材料 | 〜 1100℃                         | 40MPaまで  |
カンプロファイルガスケット(Kammprofile gaskets)

特殊なのこ歯形状の溝を円周上に両面に彫った金属リングの両面に、軟質の表層材を貼り合わせたガスケット。まだ日本国内における使用実績は少ない。うず巻形ガスケットと比べ、ハンドリング時バラケの心配が無い、内外輪の必用性がなくコンパクトに設計できるといったメリットがある。金属リングの劣化が無ければ、表層材を貼り替えることにより再利用が可能。主に機器のガスケットとして使用される。カンプロファイルの名称はドイツ語の Kammprofil カムプロフィール（直訳すると「くし歯形状」）に由来する。
| 表層材質 | 使用温度範囲 | 耐圧        |
| -------- | ------------ | ----------- |
| 膨張黒鉛 | 〜 400℃      | 44.0MPaまで |
| PTFE     | 〜 260℃      | 11.0MPaまで |

### メタルガスケット

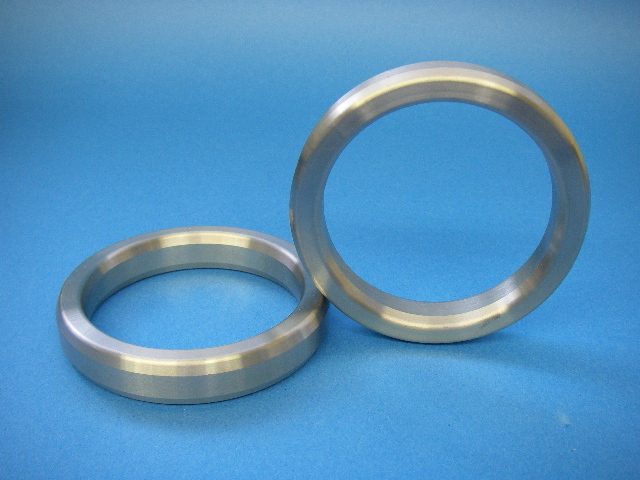
リングジョイント

金属平形ガスケット
金属板を打抜いたガスケット。銅やステンレス、アルミ等が用いられる。シール性を高めるために光輝焼鈍したものを用いることが多い。無酸素銅製のものは、超高真空用に用いられる。

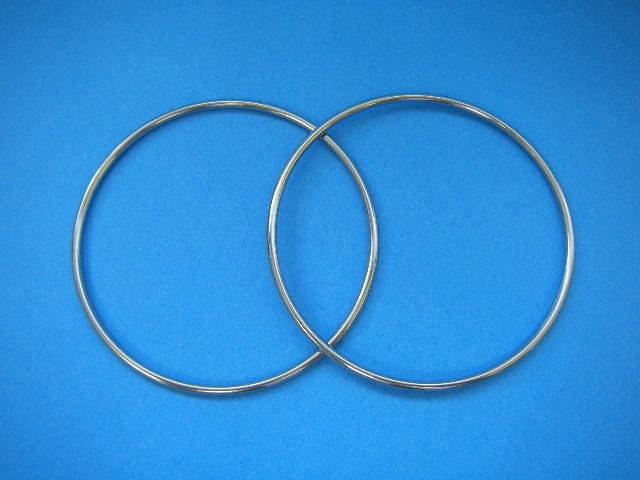
メタル中空Oリング

金属の細管をOリング状に成型したガスケット。溝にはめ込んで使用するが、厳しい溝寸法精度、表面粗さが求められる。高温高圧までシールでき、線シールであるため継手の軽量化が可能。一般的な配管に使用されることは少ない。
| 使用温度範囲 | 耐圧      |
| ------------ | --------- |
| 〜 700℃      | 70MPaまで |
リングジョイント

金属材料をリング状に切削加工したガスケット。軟質材が使えない高温・高圧下でのガスケットとしてフランジに掘られた溝に入れて使用される。また、浸透漏れが許されない高度なシールを要求される時にも使用される。配管用としてJPI 7S 23 に規定される断面形状がオクタゴナル（octagonal、八角形）、オーバル（oval、楕円）のものが主に使用される。施工にはすり合わせ(溝とガスケットをこすり合わせ、密着するか確認する作業）を行わなければならず、取り付けにはスキルを要する。

### その他ガスケット
- マンホールガスケット
無機質の織布にゴムや無機粉末を含浸したガスケット。柔らかく歪んだ面にも馴染みやすいが、布目を通って微量の浸透漏れがあるため若干の微量漏れが許される排ガスなどの高温且つ低圧の流体に使用される。
- シールテープ
- 液状ガスケット
文字通り液状のガスケット。そのものをガスケットとして利用するというよりはコーキング剤のように既製のガスケットに併用して補強する用途として用いられる。（セメダイン製のタイル目地補修材のバスコークのような）コーキング剤でしばしば代用されることもある。

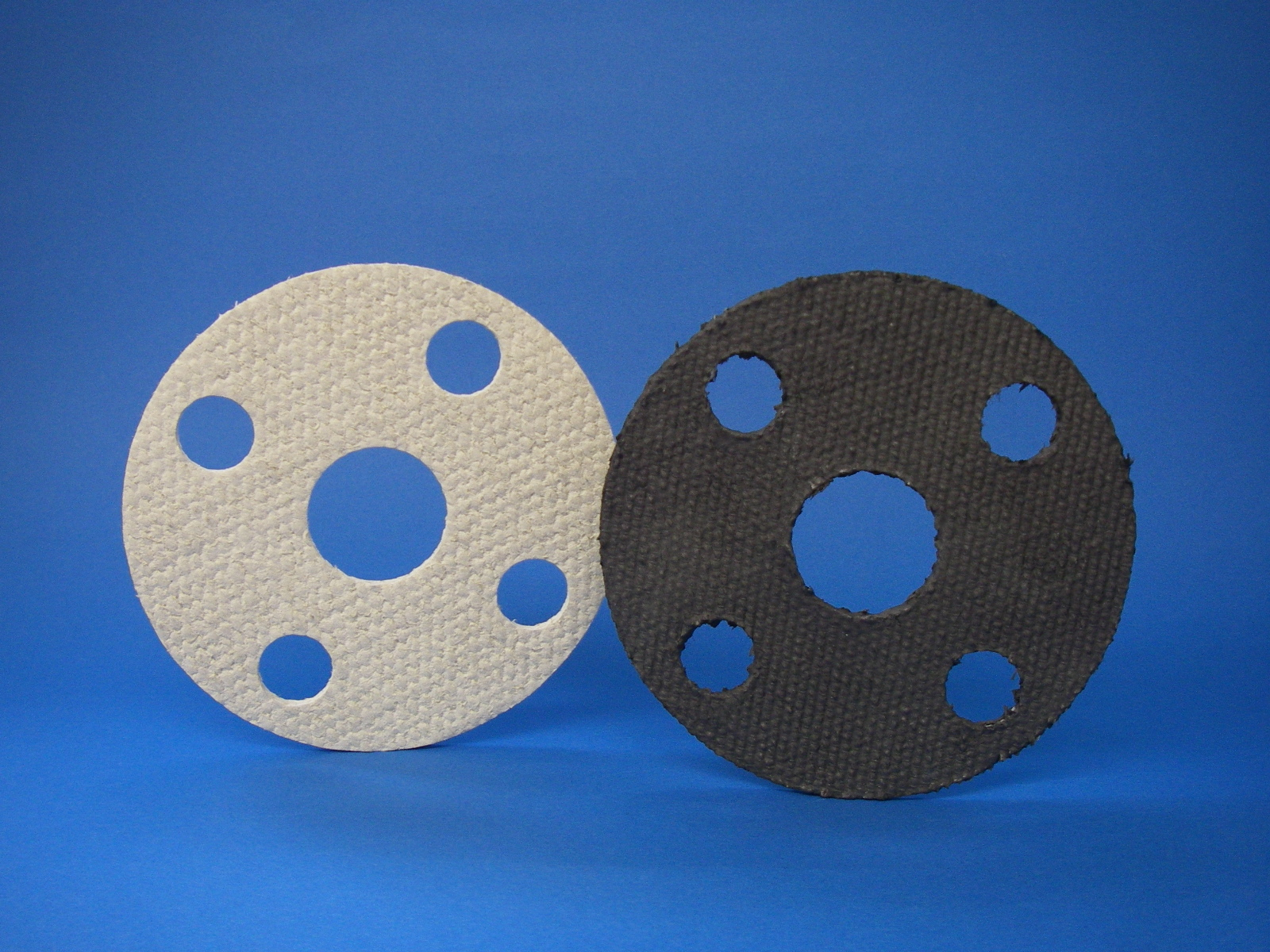
マンホールガスケット（配管フランジ用）
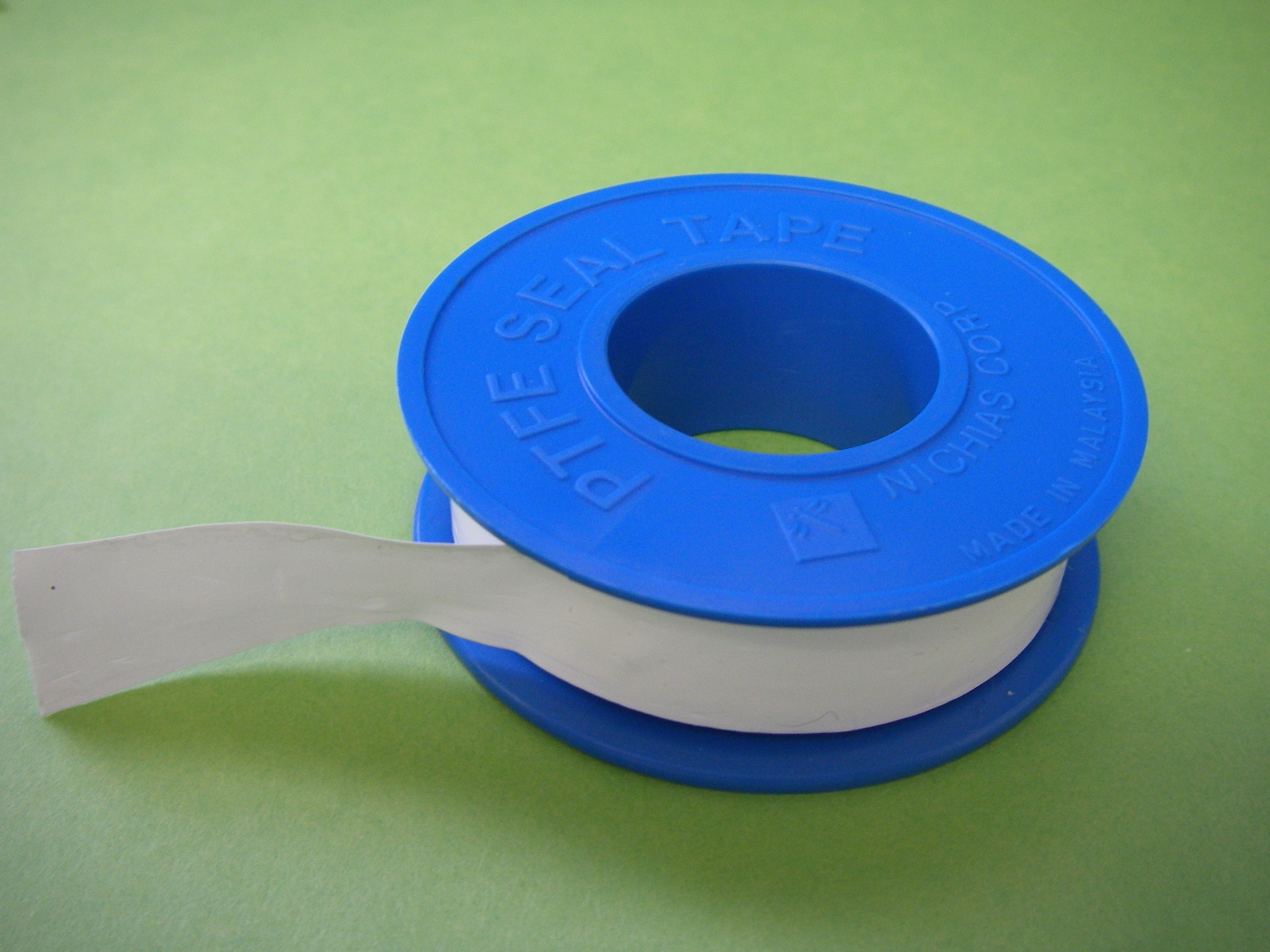
シールテープ
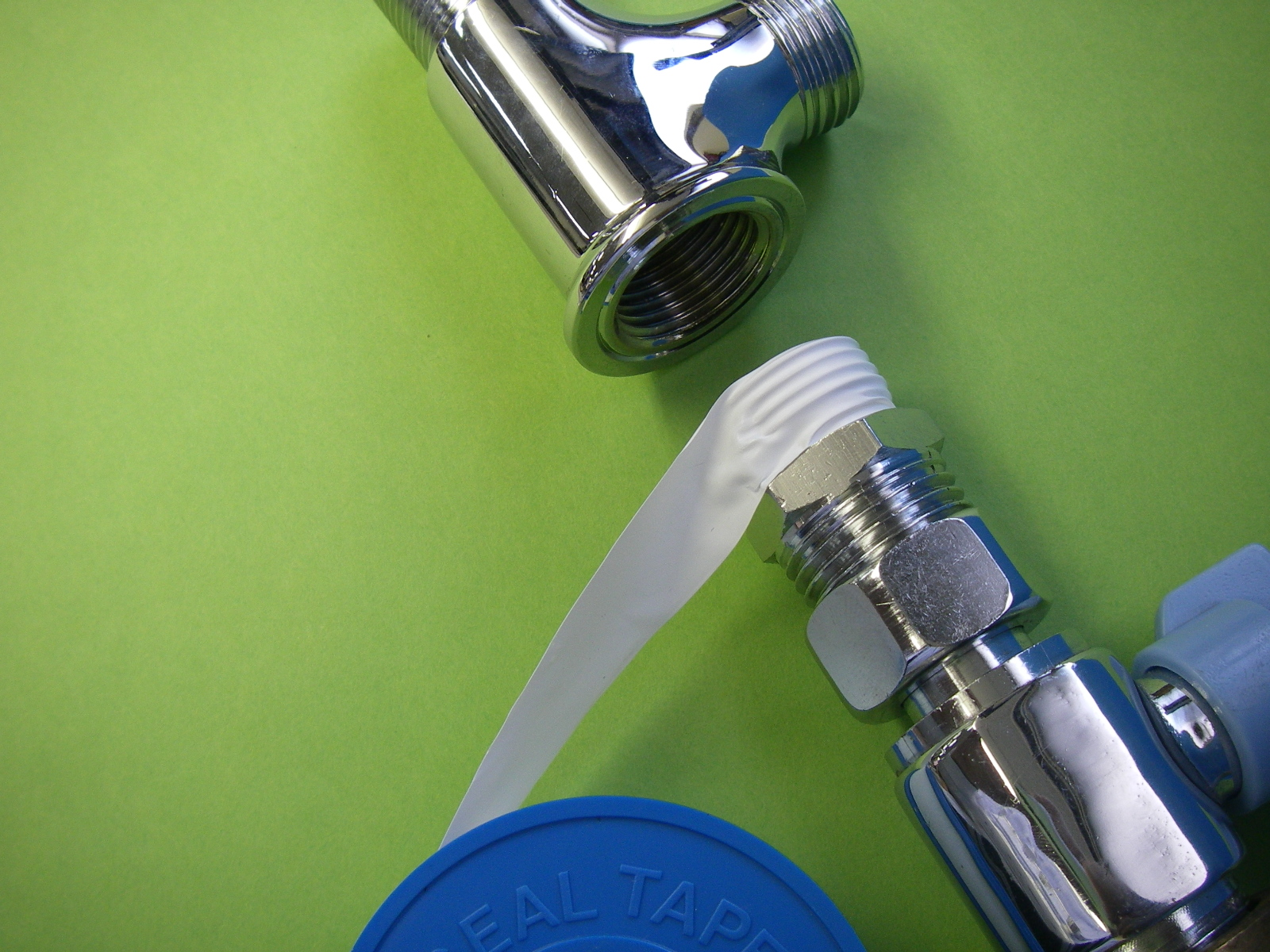
シールテープ施工

## 内燃機関での利用
エンジンでは、エンジンのシリンダーヘッドとシリンダーブロックの間やエキゾーストマニホールドとマフラーの間に用いられる。
また、エキゾーストマニホールドに装着されるO2センサーや、ガソリンエンジンの点火プラグには断面がS字状に形成されるメタルガスケットが多用される。
スバル・サンバーなど、特定の車種ではオイルパンのドレインプラグにワッシャーではなくプレス成形のメタルガスケットが使用されているため再利用は難しく、ガソリンスタンドや自動車用品店など、スバルディーラー以外でのオイル交換では、あらかじめ新品のガスケットを用意しておく必要がある。